# Pour le meilleur... ?
Pour le meilleur... ? (For Your Love) est une série télévisée américaine en 87 épisodes de 22 minutes, créée par Yvette Lee Bowser et diffusée entre le 17 mars 1998 et le 5 mai 1998 sur le réseau NBC et entre le 17 septembre 1998 et le 11 août 2002 sur le réseau The WB.
En France, la série a été diffusée entre le 5 septembre 2005 et le 3 janvier 2006 sur France 4.

## Synopsis
Cette sitcom met en scène le quotidien de trois couples, nous faisant découvrir leur façon d'aborder la vie mais aussi leurs relations amoureuses ou familiales…

## Distribution
- Holly Robinson Peete : Malena Ellis
- James Lesure : Mel Ellis
- Tamala Jones : Barbara « Bobbi » Seawright Ellis
- Edafe Blackmon : Reggie Ellis
- Dedee Pfeiffer : Sheri Winston
- D. W. Moffett : Dean Winston

## Épisodes

### Première saison (1998)
1. Test de grossesse (Pilot)
2. Le Jeu de la vérité (The Games People Play)
3. Les Dents de la mère (The Mother of All Visits)
4. Le Donneur (The Donor)
5. Cadeau d'amour (The Gift That Keeps on Giving)
6. Le Bon Docteur (The Good Doctor)
7. L'Anniversaire de mariage (The Vows)
8. La Fête des frères (The Brother's Day)
9. Qui trop embrasse mal étreint (The Cookie Monster)
10. L'Abstinence (The Drought)
11. L'Odeur de la jalousie (The Last One of Season One)

### Deuxième saison (1998-1999)
1. L'Art de faire la guerre (The Art of War)
2. Divorce en différé (The Divorce-i-versary)
3. Le Dernier Salon pour homme où l'on cause (The Hair Club for Men)
4. Le Grand Sommeil (The Big Sleep)
5. Un joueur de valeur (The Most Valuable Player)
6. Sœur et âme sœur (The Sister Act)
7. La Mère poule (The Cuckoo's Nest)
8. Mel le magnanime (The Goodwill Games)
9. L'Imposture (The House of Cards)
10. La Fine Équipe (The Runaround)
11. Le Bonnet de nuit (The Nightcap)
12. Mon frère ce héros (The Brother from Another Planet)
13. La Guerre du golfe (The Gulf War)
14. L'Espèce en danger (The Endangered Species)
15. Héros d'un soir (The Last Auction Hero)
16. Les Noces de papier (The Paper Chase)
17. Le Romantique (The Height of Passion)
18. La Valse des vans (The Van for All Seasons)
19. Une mère abusive (The Mother Load)
20. La Première Rupture (The First Big Break-up)
21. La Boîte de nuit (The Morning After)
22. Fête des bébés (The Baby Boom)

### Troisième saison (1999-2000)
1. Boulette et re-boulette (The Thanks You Get)
2. La Frangine (The Best Laid Plans)
3. Soirée de retrouvailles (The Girl Most Likely to…)
4. Le Retour de l'ex (The Ex-Files)
5. Jalousie (The Trouble with Angels)
6. Le Grand Saut dans la vie (The Leap of Faith)
7. Les Faiblesses d’une mère (The Sins of the Mother…and the Boyfriend)
8. Bienvenue au club (The Membership Drive)
9. Couples à la barre (The Couple's Court)
10. Secrets de polichinelle (The Burden of Truth)
11. Papa est sur la touche (The Father Fixture)
12. Jour de tempête (The Special Delivery)
13. L'Amour à la pointeuse (The Egg Timer)
14. Devine qui vient dîner ce soir (The Adulterer Who Came to Dinner)
15. La Leçon d'italien (The French Lesson)
16. Rencontre mémorable (The Date That Time Forgot)
17. L'Apprenti psy (The Accidental Doctor)
18. Le Pain quotidien (The Bread Winner)
19. Pause bébé (The Pregnant Pause)
20. Contrat de mariage (The Prenuptial Disagreement)
21. Le psy déraille (The Shrink Gets Shrunk)
22. Le Talentueux M. Pique-assiette (The Talented Mr. Rip-Off)

### Quatrième saison (2000-2001)
1. L'amour toujours l'amour (The Things We Do for Love)
2. Liberté pour les maris (The Out-of-Towners)
3. Des matous et des femmes (The Truth About Cats and Dogs)
4. Couvade (The Craving)
5. Proposition (The Rules of Engagement)
6. La Fausse Trahison (The Not-So-Hostile Takeover)
7. Mariage express (The Wedding)
8. Problème de couples (The Second Big Breakup)
9. La Cliente modèle (The Model Client)
10. Chassés-croisés (The Replacements)
11. La Nounou (The Next Best Thing)
12. La Danse interdite (The Forbidden Danc)
13. L'Accouchement (The Birth Day)

### Cinquième saison (2002)
1. Problèmes psychologiques (The "What Have I Done?" Show)
2. Le Grand Départ (The Great Escape)
3. À la rescousse (The Friend in Need)
4. L'Arrivée de l'oncle (The Boy From Uncle)
5. Retrouvailles (The Reunion)
6. Photo de famille (The Picture Perfect Family)
7. Thérapie de groupe (The Sexual Evolution)
8. Moi et personne d'autre ! (The Green-Eyed Monster)
9. Histoires de cœur (The Affairs of the Heart)
10. La Touche féminine (The Helpless Hand)
11. Une nounou du tonnerre (The Blast from the Past)
12. Ennemis jurés (The Enemy Next Door)
13. Cherche moitié désespérément (The Odd Couples)
14. Le Grand Amour à la télé (The Reel Deal)
15. Tout le monde rêve (The Lifelong Dream)
16. Les Professionnels (The Professionals)
17. Le Chaînon manquant (The Missing Link)
18. Le Feu de joie (The Blaze of Glory)
19. Un Noël pas si joyeux (The Married Little Christmas)